# Quisqueya karstii
Quisqueya karstii är en orkidéart som beskrevs av Donald Dungan Dod. Quisqueya karstii ingår i släktet Quisqueya och familjen orkidéer. Inga underarter finns listade i Catalogue of Life.